# Phyprosopus ergodan
Phyprosopus ergodan là một loài bướm đêm trong họ Erebidae.